# ハインツ・グデーリアン
ハインツ・ヴィルヘルム・グデーリアン（Heinz Wilhelm Guderian、1888年6月17日 - 1954年5月14日）は、ドイツの陸軍軍人。最終階級は陸軍上級大将（ドイツ国防軍陸軍）。第二次世界大戦の前半では第一線の指揮官として軍団長や軍司令官を務め、大戦後半では装甲兵総監・参謀総長代理を歴任した。
2023年現在の日本ではグデーリアンと表記されることが多いが、過去にはグーデリアンとも表記された。Guderian（ドイツ語発音: [ɡuˈdeːʁi̯an] ）の原音には「グッデリアン」が近い。

## 経歴

### 第一次世界大戦の戦歴
グデーリアン家は大土地所有者の一族で、ハインツはヴァイクセル河畔のクルム (現在のポーランド領ヘウムノ) で生まれた。父フリードリヒ・グデーリアンはプロイセン王国の軍人であったが、これはこの一族としては珍しいことであった。フリードリヒは1914年に退役した際は中将に昇進している。
幼少期から軍人を志し、カールスルーエ陸軍幼年学校からベルリンの陸軍士官学校へ進学した。1907年に卒業した後は陸軍少尉候補生としてハノーファー第10猟兵大隊に配属されたが、まもなくメッツの軍事学校に配置された。軍事学校での生活はグデーリアンにとって苦痛であったが、将校任用試験に合格し、1908年1月27日付けで少尉に任官、ハノーファー第10猟兵大隊第三中隊の隊長となった。1910年、第10猟兵大隊はゴスラーに移り、「ゴスラー第10猟兵大隊」の名前で呼ばれるようになった。1912年には、上官でもあった父フリードリヒのすすめで、コプレンツ第3電信大隊に勤務し、無線技術に通じるようになる。1913年には医学博士エルンスト・ゲルネの娘、マルガレーテと結婚した。マルガレーテには又従兄弟がおり、グデーリアンの親友だった。又従兄弟の兄はヴィルヘルム・カイテルであった。さらにグデーリアンは陸軍大学校への入学試験に合格し、陸軍内での出世コースに乗ることとなる。しかし1914年には第一次世界大戦が勃発し、グデーリアンは第5騎兵師団ボーデヴィン・カイテル第3無線局長に配属された。10月には第4軍麾下の第14無線局長に配属され、一ヶ月後には中尉に昇進した。1915年5月17日からは第4軍の秘密情報機関に転属され、1916年2月9日には第5軍秘密情報機関副官となり、以降は各師団や軍の参謀職を歴任し、1918年2月18日には昇進試験に合格したことによって正式な参謀本部付きの参謀となった。9月20日にはオーストリア＝ハンガリー帝国によるイタリア占領地でドイツ軍代表として休戦交渉に参加する事となっていたが、交渉への参加を拒絶され、ミュンヘンに戻った。
ドイツ革命の混乱は将校としての誇りを持つグデーリアンにとって耐え難い苦痛であった。また、休戦が成立したといってもボリシェヴィキ政府やポーランド政府が成立したばかりの東部国境の情勢は不安定であり、グデーリアンは東部国境を防衛する各司令部に配属された。1919年5月30日にはラトビアでボリシェヴィキ軍と戦っていたドイツ義勇軍鉄師団兵站参謀に任ぜられた。この頃鉄師団はラトビアのカールリス・ウルマニス政権とも戦うなど暴走を始めており、ドイツ軍中枢は穏便に鉄師団を引き上げさせようとしていた。しかし、グデーリアンは鉄師団がまるごと脱走し、白軍に参加してボリシェヴィキと戦うという作戦を立案した。鉄師団司令官リュディガー・フォン・デア・ゴルツはこの策を容れ、介入を決めた連合国軍と戦って敗れることとなるが、グデーリアン自身はこれ以前に本国に召還され、参謀職を解かれている。

### 戦車部隊運用の先駆者
大戦後、ヴァイマル共和国軍はヴェルサイユ条約により参謀本部、軍学校、航空機、潜水艦、戦車の保有を禁じられ、兵力も10万人、将校は4000人に制限された。グデーリアンはかろうじて軍籍を残すことができたが、ゴスラー第10旅団の中隊長としての勤務が続いた。1921年1月12月23日、グデーリアンは兵務局（参謀本部の秘匿名称）に設けられた鉄道輸送、電信技術、自動車輸送を管轄する交通兵監部（独：Inspektion der Verkehrstruppen）に配属された。これは当時の軍隊では左遷とも捉えられる部署であり、一時は退役も考えたグデーリアンであったが、畑違いの運送関係の実務を行ううちに自動車・装甲部隊の有用性に目覚めていく。ジョン・フレデリック・チャールズ・フラーや当時無名だったド・ゴールの著作の影響を受けて、自動車部隊や戦車部隊を用いた革新的な戦術を開発すべく、「ベニヤ板のハリボテ戦車」で戦術研究をしている。グデーリアンは回顧録において上官の不理解と自分こそが装甲部隊運用の先駆者であると強調しているが、ロバート・チティーノが指摘するように、実際にはエルンスト・フォルクハイムやフリッツ・ハイグルのような先駆者がおり、上官にはアルフレート・フォン・フォラート＝ボッケルベルクやオスヴァルト・ルッツ、ヨアヒム・フォン・シュテュルプナーゲルのような自動車化・装甲化の推進者も存在していた。
独ソ秘密軍事協力に基づき、連合国の監視の目が届かないソビエト連邦奥地でのドイツ軍士官の戦車戦術の教育・訓練にも関与した。1933年にアドルフ・ヒトラーが首相に就任するが、展示会でグデーリアンが指揮した軍事演習を激賞したことから、グデーリアンはヒトラーが自分の見解に同意してくれるという確信を持つに至ったと回想している。グデーリアンは回顧録において参謀総長ルートヴィヒ・ベックが戦車部隊を軽視したため対立したとしているが、ベックは装甲部隊についても重視しており、参謀次長であったマンシュタインもグデーリアンの路線を支持していたため、装甲師団の成立はグデーリアンが望むスピードではなかったものの、迅速に成立した。グデーリアンは1935年の再軍備宣言の下実施された３個装甲師団（Panzer Division）新設に伴い、第2装甲師団長に任命された。
1937年、オスヴァルト・ルッツのすすめで、戦車部隊に対する国民の支持を集めるため、著書 『Achtung Panzer!（戦車に注目せよ！）』 を出版した。彼の構想は戦車を主力兵器としつつも、戦車を歩兵の代わりにしようというのではなく、戦車にトラック・オートバイ・装甲兵員輸送車により機動力を高めた歩兵(後にいう装甲擲弾兵)および従来の砲兵よりも機動性の高い爆撃機による火力支援等を組み合わせ、敵の強点ではなく弱点に対する電撃的な集中力と突破力の発揮を目指したものであった。この本は国内でベストセラーになったほか世界の軍事筋に高い評価を受け、オーストリアの軍事大学校で必読書とされるほどであった1938年のオーストリア併合では、グデーリアンは第2装甲師団と自動車化されたLSSAH連隊を率いて短時間のうちにウィーンに進駐した。第2装甲師団はドイツ南部のヴュルツブルクから670キロ、LSSAH連隊はベルリンから1000キロを48時間で走破して、ウィーンに入城した。しかし30％の車両が故障・脱落したため、陸軍上層部からは装甲部隊の有用性に疑念の声も上がった。グデーリアンは距離が長距離であったことからのこの程度の損害は当然であるとし、しかも修理も迅速に行われていると反論している。またアンシュルスは突然の出来事であり、全くの事前準備がなかったことはグデーリアンの主張を裏付ける形となっている。いずれにしてもこの進駐は来たるべき本番の問題点を洗い出す「総稽古」となった。
第16装甲軍団長（2個装甲師団+1個自動車化歩兵師団）となったグデーリアンは、10月13日から行われたチェコのズデーテン地方進駐任務にあたった。この二日間の行程で、グデーリアンの部隊にはヒトラーも同行し、オペラや晩餐会などで二人は親交を深めていた。1938年11月28日には、装甲部隊・騎兵部隊を統合的に管理する快速部隊長官（Inspekteur der Schnelltruppen）に就任した。しかし、この職には指揮権や人事権も存在せず、グデーリアンは当初就任を断っている。当時OKH（陸軍総司令部）の中佐であったヘルマン・バルクの証言によれば、グデーリアンの対立者であったアドルフ・フォン・シェル大佐が、上層部への反抗を繰り返すグデーリアンを疎ましく思っていたヴァルター・フォン・ブラウヒッチュ陸軍総司令官と組んで、閑職である快速部隊長官にグデーリアンを押し込めるための措置であったとしている。しかしヒトラーは快速部隊の統合運用は自分の希望であるとグデーリアンを説得し、装甲兵大将昇進とともに長官就任の運びとなったが、結局この職は実権を伴うものではなく、グデーリアン自身も「底なしの樽に水を汲む」ような仕事であったと回想している。

### ポーランド戦からフランス戦

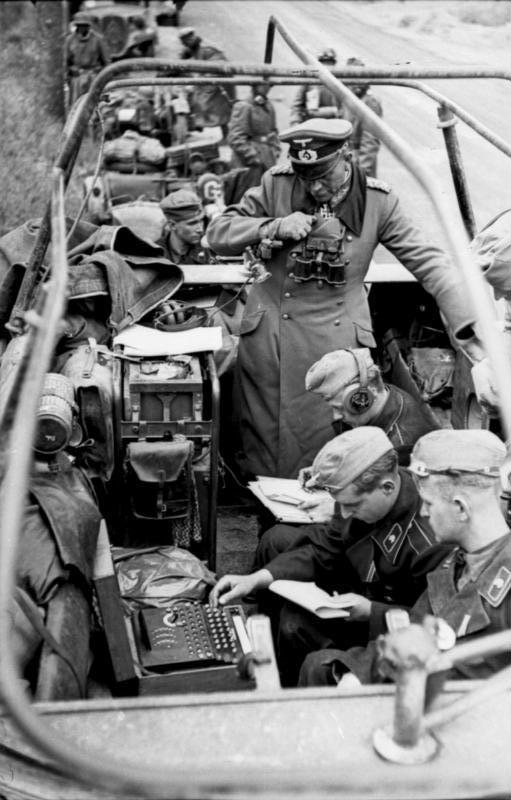
グデーリアンとエニグマ通信機。1940年5月

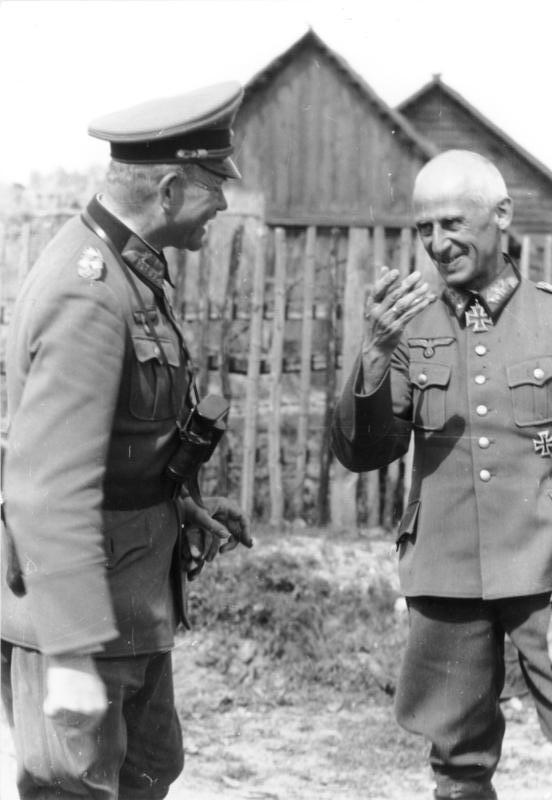
グデーリアンとヘルマン・ホト。1941年6月21日。

1939年9月1月から開始されたポーランド戦役においては、1個装甲師団・2個自動車化歩兵師団を擁する第19装甲軍団長として従軍した。しばしばポーランド戦は航空支援のもと装甲部隊によって突破する電撃戦と関連付けられるが、ドイツ軍はポーランド側の航空戦力を撃滅させることはできず、最後まで抵抗に遭い、装甲部隊もいくつかのトラブルに見舞われていた。それでも9月4日にはポーランド回廊を突破して東プロイセンに到達した。翌日、現場を視察したヒトラーは戦果を見て「これはたぶん、我が軍の急降下爆撃機がやったのだろうね」と述べたが、グデーリアンは「いいえ、われわれの戦車です」と答え、ヒトラーを驚かせた。続いてはブレスト・リトフスクへの突進を上申して認められ、9月17日にはブレスト・リトフスクの要塞を陥落させた。その功により、10月27日にはヒトラーから騎士鉄十字章を授与される。
1940年のフランス戦においてはOKHは、右翼（北側）を強化して大西洋岸を目指すというシュリーフェン・プランに近い作戦が立案されていた。しかしA軍集団参謀長エーリヒ・フォン・マンシュタインはアルデンヌを装甲部隊で突破して攻撃する計画を立案した（マンシュタイン・プラン）。マンシュタインは自らの計画について装甲部隊の専門家からの意見を求め、グデーリアンはアルデンヌは装甲部隊で突破可能であるという保証を与え、装甲部隊を集中的に運用するべきであると述べた。カール＝ハインツ・フリーザーは、マンシュタイン・プランがマンシュタインとグデーリアンによる「二人乗り自転車」であったと評している。この計画はOKHからの激しい抵抗にあったものの、ヒトラーの支持をとりつけ、実行に移されることとなった。
攻撃にあたっては、グデーリアンはエヴァルト・フォン・クライスト騎兵大将麾下の装甲集団に属する第19装甲軍団（3個装甲師団基幹）の司令官となった。攻撃事前にはクライストや空軍のフーゴ・シュペルレとの意見対立はあったものの、攻撃本番にあたっては連合国軍の意表を突く装甲部隊の集中でスダンを突破した。アルデンヌ運河の橋を確保した後は橋頭堡を確保するという当初の命令を拒否し、全兵力を持ってアミアンからオワーズ川まで快進撃を行った。このグデーリアンの進撃はフランス軍に大打撃を与え、フランスの運命は定まった。しかしグデーリアンの快進撃は、クライストやヒトラーにとっては側面からの攻撃を招く危険極まりないものと映っていた。このため5月16日には装甲部隊を停止させるようヒトラーからの命令が下り、これに反発したグデーリアンはクライストから指揮権を没収された。しかしクライストの上官であった第12軍司令官ヴィルヘルム・リスト上級大将により、グデーリアンは第19装甲軍団の指揮を引き続き取ることとなった。5月19日にはA軍集団直属のホート装甲集団に転属となり、進撃を再開した。しかしヒトラーやクライスト、A軍集団司令官ゲルト・フォン・ルントシュテットは攻撃に慎重であり、ダンケルクの戦いにおいては攻撃を禁止され、渡海脱出する連合軍のいわゆる“ダンケルクの奇跡”を目の前に見ながら何もできないという屈辱を味わっている。次いで南下してアルプスまで進撃し、残存するフランス軍を壊滅させた。この戦功により、グデーリアンは7月19日付で上級大将に昇進した。
戦車部隊の指揮官としては優れた戦術眼を持ったグデーリアンの用兵は現在でも高い評価を受けている。一方で回想録においてはマルタ島を降下猟兵で占拠する案や、4～6の装甲師団を用いて北アフリカを制圧する案を述べているが、当時のドイツ軍の兵站能力では極めて困難であり、ラッセル・A・ハートは「より大規模な戦略を観る目がない」と指摘している。
また1940年12月から1941年4月にかけて訪独した山下奉文中将率いる陸軍軍事視察団に対して電撃戦に関する講義を行っている。

### 独ソ戦初期における軍司令官

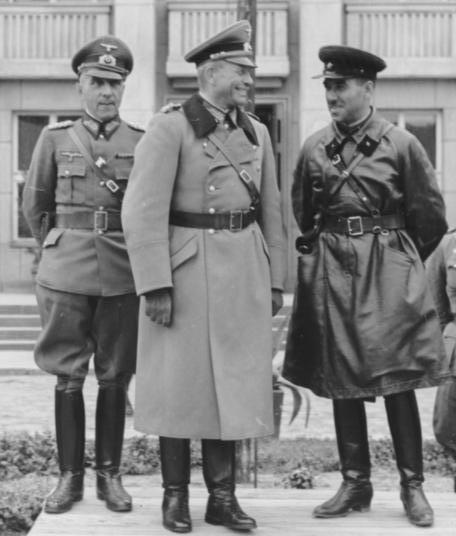
中央はグデーリアン、右はソ連赤軍第29軽戦車旅団長セミョーン・クリヴォシェイン旅団指揮官。1939年9月22日、ブレストで行われた、独ソ両軍の式典において（ブレスト・リトフスクにおける独ソ軍事パレード）。この際、クリヴォシェインはドイツ語で行ったスピーチで「友情（Freundschaft）」と言うべきところを「敵意（Feindschaft）」と誤って発音している。

グデーリアンは回想録において、1940年11月に独ソ戦開戦の計画を伝えられたと述べている。グデーリアンはその回想録において「私が不可能であると考えたことが現実になろうとしている」として、二正面作戦の愚をヒトラーに上申したとしている。ただし、1940年6月29日の訓令では、「グデーリアン集団」がヴィスワ川の防衛と反攻にあたるとされており、これを受けたグデーリアンの部下がソ連領内のキエフ・ミンスクへの攻撃を主眼とする作戦案を上申している。このためグデーリアンが6月頃にはソ連侵攻計画について知っていたのではないかという指摘も存在する。
1941年6月22日に開始されたバルバロッサ作戦においては、中央軍集団（フェードア・フォン・ボック元帥）に属する第2装甲集団（後に補給組織が追加され、第2装甲軍に昇格）を指揮し、同僚のヘルマン・ホト上級大将率いる第3装甲集団と共に主力として進撃。主に軍集団南翼を担当し、ホトの部隊と共同でミンスク包囲戦、スモレンスク包囲戦において大戦果を挙げる。その快進撃ぶりに“韋駄天ハインツ(schneller Heinz)”, または“疾風ハインツ(Heinz Brausewind)”との異名を与えられる。一方で、6月29日の夫人あて書簡では「敵は勇敢かつ激烈に抵抗している。ゆえに、戦闘は極めて厳しい。誰もがただそれに耐えるだけだ。」と赤軍の激しい抵抗に苦しんでいたことを述べている。
次いで、戦略としては反対の意見を持っていたものの、プリピャチ沼沢地東方を北方から南下して、南方軍集団と共同でキエフの大包囲戦を成功させた。このキエフ会戦は「野戦軍の撃滅」と「重要拠点（モスクワ）の奪取」という相反した目標において野戦軍の撃滅を優先させた策であった。グデーリアンはモスクワ攻略のため直進すべきであったと主張したが、ヒトラーは「私の将軍たちは、戦争経済について全くご存じない」と述べてこの意見を退けた。これは「素人」ヒトラーが「専門家」軍司令官の構想を退けたことが敗因となったという構図で知られるが、実際にはモスクワへの進撃路はウクライナよりはるかに機動戦に不向きであり、補給組織も未整備であったことからモスクワ進撃は極めて困難であり、戦術的にはヒトラーの選択した野戦軍の撃滅優先が正解であったとストーエルやマーチン・ファン・クレフェルトは指摘している。
その後モスクワ進撃を再開し、10月にはブリヤンスク・ヴィヤジマにおける二重包囲戦でまたもや大戦果を挙げ、11月には第3装甲集団のヘルマン・ホト上級大将、第4装甲集団のエーリヒ・ヘプナー上級大将と共にモスクワ攻略を開始した。グデーリアンは小モスクワと呼ばれ、モスクワの南の門ともいわれる要塞化されたトゥーラを迂回して、南からモスクワを伺った。しかし兵力・補給・準備などの全てが不足しており、特にトゥーラを迂回したことによる弊害（後に攻撃を行うが失敗）、突出による南翼の開放部の存在（担当の第2軍は歩兵中心のため追いつけなかった）、北の2つの装甲集団と南西から進撃したグデーリアンの第2装甲集団との間を埋める、第4軍のギュンター・フォン・クルーゲ元帥とそりがあわずに攻撃が連動できなかったことなどがあり、さらにソビエト軍が極東シベリアから対日戦用に配備していた多数の部隊を引き抜いて輸送し、十分な予備兵力を確保していたことなどもあり、攻撃は困難となった。12月10日にグデーリアンは「作戦を中止して後方に下がり、越冬すべき」とヒトラーに直接具申した。ヒトラーは死守を厳命し、グデーリアンの意見は容れられなかった。グデーリアンが退室する際、ヒトラーはカイテルに「あの男を納得させられなかったな」とつぶやいている。グデーリアンはヒトラーの命令に従ったものの、赤軍の圧力に耐えかねて第2装甲軍の一部を後退させた。しかしこの後退に対して上官のクルーゲは、総統命令に背いてあらかじめ退却準備をしていたものであると難詰してきた。12月25日に行われたクルーゲとの電話対談は決裂し、クルーゲはグデーリアンの解任を陸軍総司令部に進言し、グデーリアンはクルーゲの不当な扱いに抗議して辞職願を提出した。12月26日、グデーリアンは指揮官予備に編入され、軍司令官から解任された。グデーリアンはクルーゲを軍法会議に提訴しようとしたが、ヒトラーによって却下された。以降グデーリアンは心臓病の療養を主としてしばらく軍務につくことはなかった。1942年にはドイツアフリカ軍団軍団長エルヴィン・ロンメル元帥が病気のために帰国した際、後任としてグデーリアンを推薦したが、ヒトラーはこれを却下している。

### 装甲兵総監としての復帰
1943年2月19日、グデーリアンは総統大本営に出頭し、ヒトラーが装甲部隊の管轄を任せる意向があることを伝えられた。グデーリアンは実権を伴わない職となることを危惧し、ヒトラー直属としての地位で装甲部隊を管轄できることを条件とした。交渉は難航したが、最終的にヒトラーはグデーリアンが要求する権限を与えることを了承し、2月28日、グデーリアンは装甲兵総監に任命された。この役職は部隊指揮権を有しないが、国防軍（陸軍及び空軍）および武装親衛隊における装甲部隊の編成・教育・訓練を統括するものであり、装甲部隊には戦車・自動車化歩兵・装甲捜索・対戦車砲・重突撃砲なども含まれていた。その頃、陸軍参謀本部では、ソ連軍の突出部を攻撃する「城塞作戦（ツィタデレ作戦）」が検討されていた。回顧録ではグデーリアンはこの作戦自体に反対したとされているが、実際には戦術面での反対にとどまり、装甲部隊の集中を主張していた。7月に行われたクルスクの戦いにおいて作戦は大失敗に終わり、ドイツの装甲部隊は消耗し尽くし、破局への通を突き進んでいくこととなる。

### ヒトラー暗殺計画とグデーリアン
1944年になると、陸軍内での反ヒトラーの動きが活発になりつつあった。装甲兵総監部の参謀長ヴォルフガング・トマーレ少将も反ヒトラーグループであり、ヘニング・フォン・トレスコウ少将とグデーリアンの会談をお膳立てしたが、反ヒトラーグループに不仲のクルーゲが属していると聞いたグデーリアンは激怒し、結局話は流れてしまった。回顧録ではヒトラー暗殺計画について全く知らなかったと述べているが、7月18日には日付こそは聞かされなかったものの、カール・ヘニング・フォン・バルゼヴィッシュ空軍少将から、暗殺計画の存在を伝えられている。
グデーリアンは計画に加担することも、バルゼヴィッシュを告発することもしなかった。19日にはグデーリアンは予定になかった部隊視察に出かけ、トマーレ少将の依頼で、戦車部隊をしばらくベルリンに留めさせた。また7月20日には装甲兵総監部には戻らず、ダイペンホーフの自宅に戻った。この日はまさにヒトラー暗殺未遂事件が発生した当日であり、大木毅は日和見のためであったと見ている。

### 最後の参謀総長

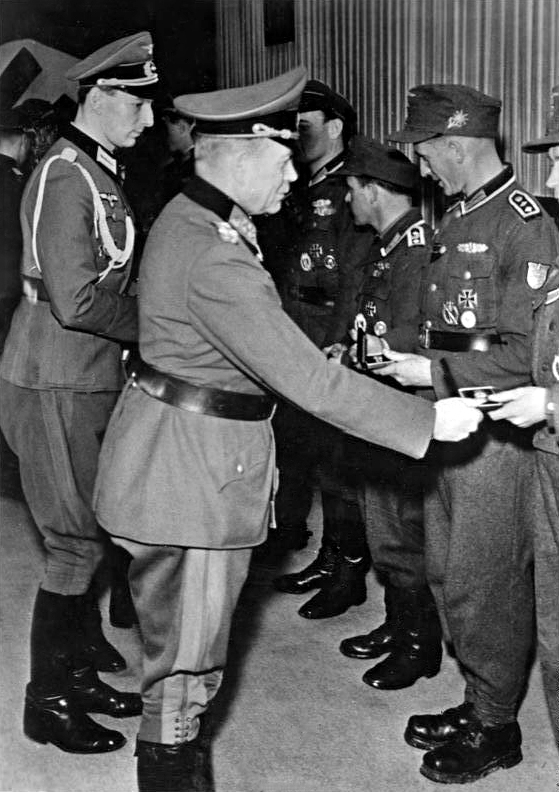
白兵戦章金章を授与するグデーリアン参謀総長代理（1945年3月）

7月21日、ヒトラーとの連日の交渉に疲れて神経衰弱になったクルト・ツァイツラー上級大将の後任として、装甲兵総監を兼務したまま陸軍参謀総長代理に任じられる。グデーリアンは「名誉法廷」の一員となり、暗殺計画加担者の不名誉除隊を決めた。これにより加担者たちは、軍法会議ではなくローラント・フライスラー長官の人民法廷で裁かれて処刑された。参謀総長代理就任後の8月15日には、すべての参謀将校に対し、ヒトラーとナチズムに対して忠誠を誓うよう命令を下している。
グデーリアンは回想録において、ヒトラーの理不尽な命令に反対し、救い得るものを救おうとしたと述べている。しかし東部戦線も西部戦線もすでに連合国軍が優勢であり、グデーリアンにできることはそう多くはなかった。またグデーリアンは東部戦線を重視し、西部戦線の強化に一貫して反対し続けた。彼が参謀総長代理であった9ヶ月間は、連合国軍にも、ドイツ軍にも最大の損害を出した時期である。1945年に入ると国境に迫ったソ連赤軍に対する防衛戦略を巡ってヒトラーとの対立は頂点に達し、3月28日にヒトラーから6週間の休養をとるように命じられ、事実上解任された。これが彼の最後の軍歴となった。

### 戦後
グデーリアンは1945年5月10日にアメリカ軍に降伏し、捕虜となった。この頃アメリカは旧ドイツ軍人の高級将校にインタビューを行っていたが、グデーリアンは積極的に応じた。
この姿勢や能力はアメリカ側に高く評価され、しばしばインタビューや報告書を求められるなどし、同じく捕虜となっていた息子のハインツ・ギュンターと同室で生活することを許されるなど厚遇された。このため1947年と1949年にポーランドが戦争犯罪人として起訴するため身柄の引き渡しを要求した際も、アメリカは調査が終了するまでは引き渡せないとしてこれを拒絶している。ニュルンベルク裁判では軍事作戦（特にポーランド侵攻）について証言を残した。この裁判期間中にはヴィルヘルム・フォン・レープに対して「（ナチズムの）根本原則は良かった」と述べ、レープも賛同したという会話の記録が残されている。

### 晩年
1948年6月17日に釈放された後は、アメリカ陸軍機甲学校で講義を行ったり、執筆活動を行った。銀行口座は凍結され、年金も減額されたため、戦中より生活も苦しいものであった。政治的なパンフレットを書くこともあり、ヒトラー体制を反ソビエト連邦の「独裁制と戦うための独裁制」と評し、戦争を「国民、ひいてはヨーロッパの生命を救う」ためのものだったと主張している。イギリス情報機関の報告では、元大管区指導者カール・カウフマンによって設立されたネオナチ組織『兄弟団』に1949年7月22日に加盟していたとされる。
1951年には回想録『電撃戦（原題:Erinnerungen eines Soldaten、一軍人の回想）』を出版した。これはベイジル・リデル＝ハートの勧めによって書かれたものであり、1952年に発刊された英語版は『Panzer Leader（戦車指揮官）』というタイトルとなった。リデル＝ハートはイギリスの出版社が難色を示したドイツ軍人のナショナリズムの表現をソフトにするように指導した。また英語版には原語版にないリデル＝ハートの影響を強調する文章を挿入している。『電撃戦』は世界的なベストセラーとなり、グデーリアンはリデル＝ハートに印税の25%を支払おうと提案している。

### 死去
しかしこの頃からグデーリアンの健康状態は悪化し、1954年5月14日西ドイツ南部のシュヴァンガウで死去した。当時ドイツ連邦共和国には軍隊が存在していなかったため、内務大臣の許可を得た国境警備隊が参列し、弔銃斉発が行われた。墓は少尉任官時に過ごしたゴスラーに存在する。

## 家族

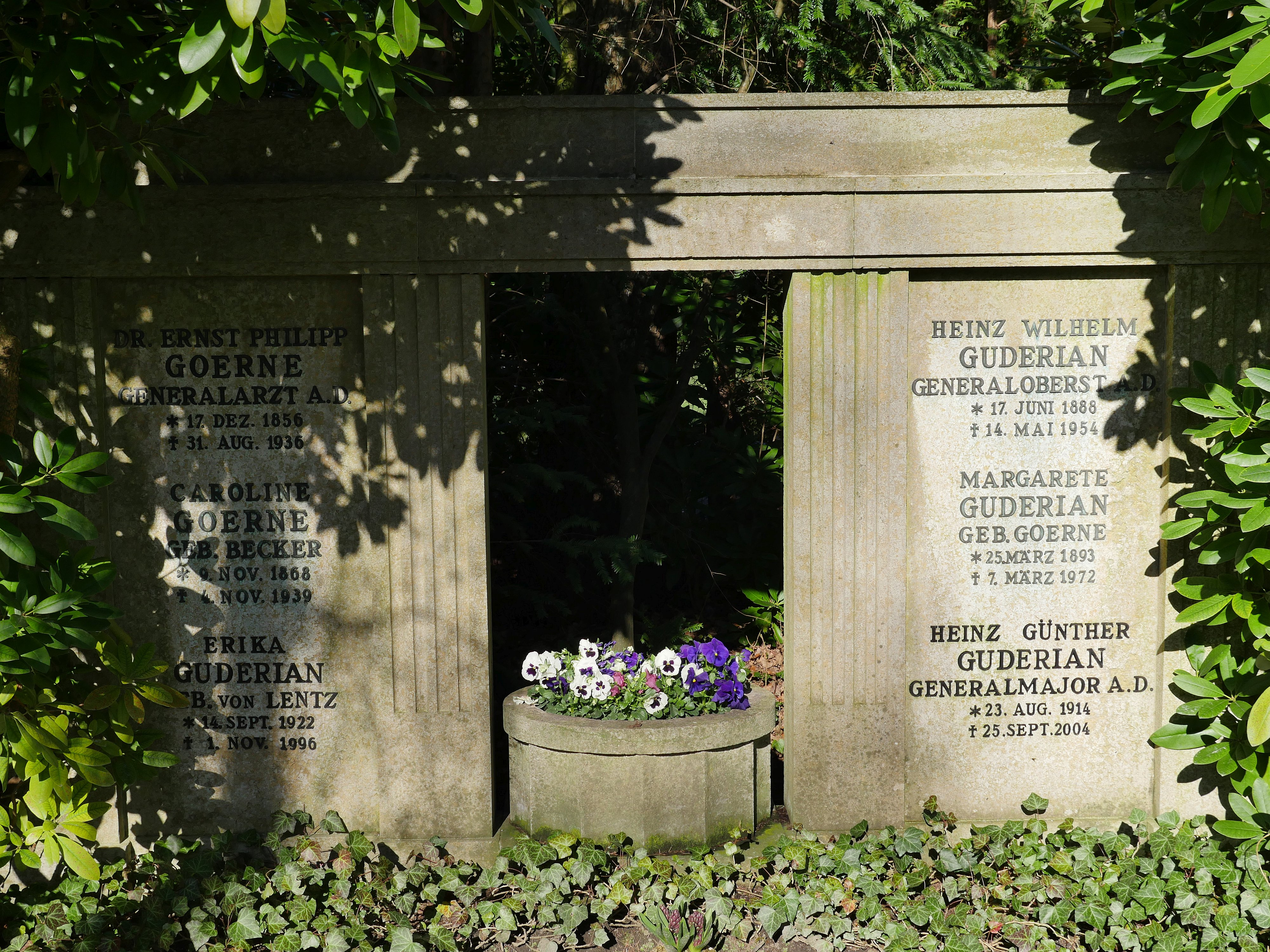
グデーリアン家の墓所。グデーリアンと妻マルガレーテ、長男ハインツ・ギュンターの墓所となっている

妻マルガレーテとの間に2男をもうけた。長男ハインツ・ギュンターは1935年国防軍少尉に任官して以降戦車将校として転戦し2回負傷する。参謀中佐として戦争終結を迎え、戦後はドイツ連邦軍に入隊、装甲旅団長などを経て父と同じ装甲兵総監に就任。1974年陸軍少将で退役した。

## グデーリアンと戦争犯罪
グデーリアンは回想録において戦争犯罪に一切関与していないとしているが、多くの傍証からその主張には疑念が抱かれている。ポーランド戦直後には息子ハインツ・ギュンターから、ポーランドにおいて親衛隊がユダヤ人に対する殺戮等の不法行為を行っているという報告を受けているが、グデーリアン自身はこれを上級者に上申することはしなかった。
1941年3月30日にヒトラーはソ連軍の捕虜に対して通常の軍刑法による裁判を停止するように命令しており、6月6日にはソ連軍の政治将校を裁判なしに処刑するコミッサール指令を発出している。グデーリアンは回顧録において軍刑法停止については下部部隊への下達を禁じ、コミッサール指令については存在自体知らなかったと述べている。しかしラッセル・A・ハート（Hart, Russell A）はグデーリアン麾下のレメルセン第47自動車化軍団長が、コミッサールとパルチザンの処刑を独ソ戦開始間もない頃から繰り返し命令していることを指摘し、グデーリアンの記述は虚偽であるとしている。また独ソ戦初期において前線付近でユダヤ人虐殺を行ったアインザッツグルッペンは国防軍部隊の支援を受けるとされており、実際に部隊の指揮官は国防軍司令官との間に何ら問題はなかったと証言を行っている。ハートは、グデーリアンがアインザッツグルッペンの行為に気づかなかったはずはないと指摘している。
また休職中の1942年には、グデーリアン家の先祖の所領があった、ポーランド領であったポーゼン州の土地の購入に関してヒトラーから打診を受けた。当初グデーリアンが希望していた土地は得られなかったものの、別の農場が用意され、グデーリアンは自らその農場を選択した。1944年2月にはこの農場の代金と開業費用を含めた124万ライヒスマルクにのぼる総統からの下賜金を受けている。マンシュタインの副官アレクサンダー・シュタールベルクの回想録によれば、この話を聞いたマンシュタインは、グデーリアンが購入した地所に住んでいたポーランド人の地主について聞いたが、グデーリアンは「そこにはもうポーランド人は居なかった、どこに行ったか分からない」と答えた。この農場取得について、グデーリアンはその回想録では触れていない。

## 人物
- 同僚との人間関係は良好とは言えず、少尉時代には全幅の信頼が置ける同期がいないと度々記述している。一方で下級者に対する関係は良好であった[84]。マンシュタインのように無能から程遠い人物とすらソリが合わない事が多々あった[85][86]。
- 特に1941年の冬以降クルーゲとの関係は最悪であり、1943年5月4日には、クルーゲがグデーリアンとの決闘を要求し、ヒトラーに上申する事態となっている。ヒトラーから穏便に済ませてほしいという依頼を受けたグデーリアンがクルーゲに書簡を送ることで決闘は回避された[87]。1944年7月21日にグデーリアンが参謀総長代理に任命された際には、西方軍司令官となっていたクルーゲを左遷させようと進言している[61]。結局クルーゲは解任され、服毒自殺を行ったため両者の関係はここで終了した。
- 党員ではなかったものの、ヴァイマル共和政期においてナチ党が唱えたヴェルサイユ条約打破、失業および政党間対立の解消については支持していた[88]。また戦後にはナチス体制を反共のためのものであったとして擁護し、ネオナチ組織に加入している[68]。
- ヒトラー個人に対しては、自身の意見（装甲部隊の創設とマンシュタイン・プラン）を受け入れられたことから、良い感情をもっていた。大戦後半の、取り巻きの影響などで前線視察などを行わなくなったヒトラーについては批判しているが、回想録ではヒトラー個人には大きな批判はしていない。1944年7月20日のヒトラー暗殺未遂事件を起こした反ヒトラー派の将校に対しても回顧録で批判的な見方を示している。現役時のグデーリアンはヒトラーに対して何度も直言しているが、あくまで戦術・戦略面に対するものであり、思想面や戦争犯罪に対する批判を行ったことはなかった。
- 前線を指揮車輌で走り回った最初の指揮官であった。彼の装甲部隊理論は当時突出したものではなく、ベイジル・リデル＝ハートなど複数の軍事評論家や軍人なども研究していた。グデーリアンの偉大なところは、そうした理論がドイツを含む全ての国で保守的な軍人から猛反対されていたのに対し、それを実践させてしまったところにある。また、通信畑にいたことから無線通信の重要性に気づいており、無線機を全車輌に装備させた。

## 評価
大戦中から『戦車将軍』のあだ名で呼ばれ、現代でも1940年のフランス戦、1941年のバルバロッサ作戦での部隊運用が機動戦の模範として研究されるなど、作戦次元の指揮能力は高く評価されている。
1990年代末以降の研究では、デヴィッド・ストゥーエルによって、回顧録の記述には誇張や欺瞞が含まれていることが指摘されており、戦略次元の能力については多数の疑問符が付くとし、ナチスの戦争犯罪に積極的に関わらなかったものの、その非道を黙認していたことが戦後70年の研究の中で明らかになりつつある。
ナチ時代に反ヒトラー抵抗運動に参加しており、『ディー・ツァイト』の編集長であった女伯爵マリオン・フォン・デーンホーフは、1965年に「グデーリアン元上級大将は、現代的な装甲兵科の父であり、偉大なる「練達の士」であったことは疑いないと、あらゆる専門家が評するような人物である。けれども、その一方で、彼の性格ゆえの振る舞いは、けっして模範たり得るものではない。」と評している。

## 著作
- （戦車部隊運用の理論書） Achtung Panzer!, 1937. 
  - （上記の）英訳版 Achtung-Panzer!, the Development of Armoured Forces, their Tactics and Operational Potential, Arms and Armour, 1995．ISBN 1-85409-282-0
  - 日本語訳『戦車に注目せよ』 大木毅訳、作品社、2006年。ISBN 978-4-86182-610-8
- （回顧録）'Erinnerungen eines Soldaten, Motorbuch Verlag, 1994．ISBN 3-87943-693-2
  - （上記の）英訳版 Panzer Leader, the true story of one of Hitler's most brilliant generals, Arrow Books, 1990．ISBN 0-09-963040-0
  - 日本語訳『電撃戦 グデーリアン回想録』本郷健訳、フジ出版社、1974年
    - 復刻版『電撃戦 グデーリアン回想録』中央公論新社（上下）、1999年、ISBN 4-12-002882-8＆ISBN 4-12-002883-6